# Antoine Biet
Antoine Biet est un prêtre et chroniqueur français qui, ayant séjourné dans la Caraïbe en 1652-1654, laisse en 1664 un témoignage écrit de l'expédition coloniale à Cayenne à laquelle il a pris part.

## Biographie
Né vers 1620 dans le diocèse de Senlis, Antoine Biet est curé de l'église Sainte-Geneviève dans cette ville, puis embarqué pour Cayenne le 18 mai 1652 comme aumônier des 500 ou 600 colons, débauchés ou aventuriers sans ressources, sous le commandement d'un gentilhomme normand nommé de Balthazar Le Roux de Royville, qui les emmène avec lui en Guyane.
Les navires passent par Le Havre et Madère. Royville, qui traite ses colons avec rudesse, est assassiné par eux et jeté à la mer. Les Français débarquent cependant à Cayenne le 29 septembre. Mal vus du gouverneur, divisés entre eux, ils souffrent autant de l'hostilité des autochtones que du manque de vivres et d'une épidémie.
Les derniers colons réussirent, le 26 décembre 1653, à rallier la Barbade et Biet se rend à la Martinique, à la fin d'avril de l'année suivante, pour négocier leur rapatriement, mais il ne peut débarquer, étant soupçonné d'être un espion à la solde de la flotte anglaise qui prépare l'expédition de la Jamaïque de 1655. Il poursuit sa mission à la Guadeloupe, où il est bien reçu et ramené en Normandie par le gouverneur Houel, le 25 août 1654.
A la Guadeloupe, il est témoin de l'arrivée de trois bateaux venant de Nouvelle-Hollande (nord-est du Brésil), que les Néerlandais viennent d'abandonner définitivement après la chute de Recife.

## Œuvres
- Voyage de la France équinoxiale en l'isle de Cayenne, entrepris par les François en l'année MDCLII 1664[2]
- Les Galibis : tableau véritable de leurs mœurs, avec un vocabulaire de leur langue par M. Antoine Biet, revu et publié par Aristide Marre 1896[3]